# Danbury (Teksas)
Danbury – miasto w Stanach Zjednoczonych, w stanie Teksas, w hrabstwie Brazoria.